# Théophile Roussel

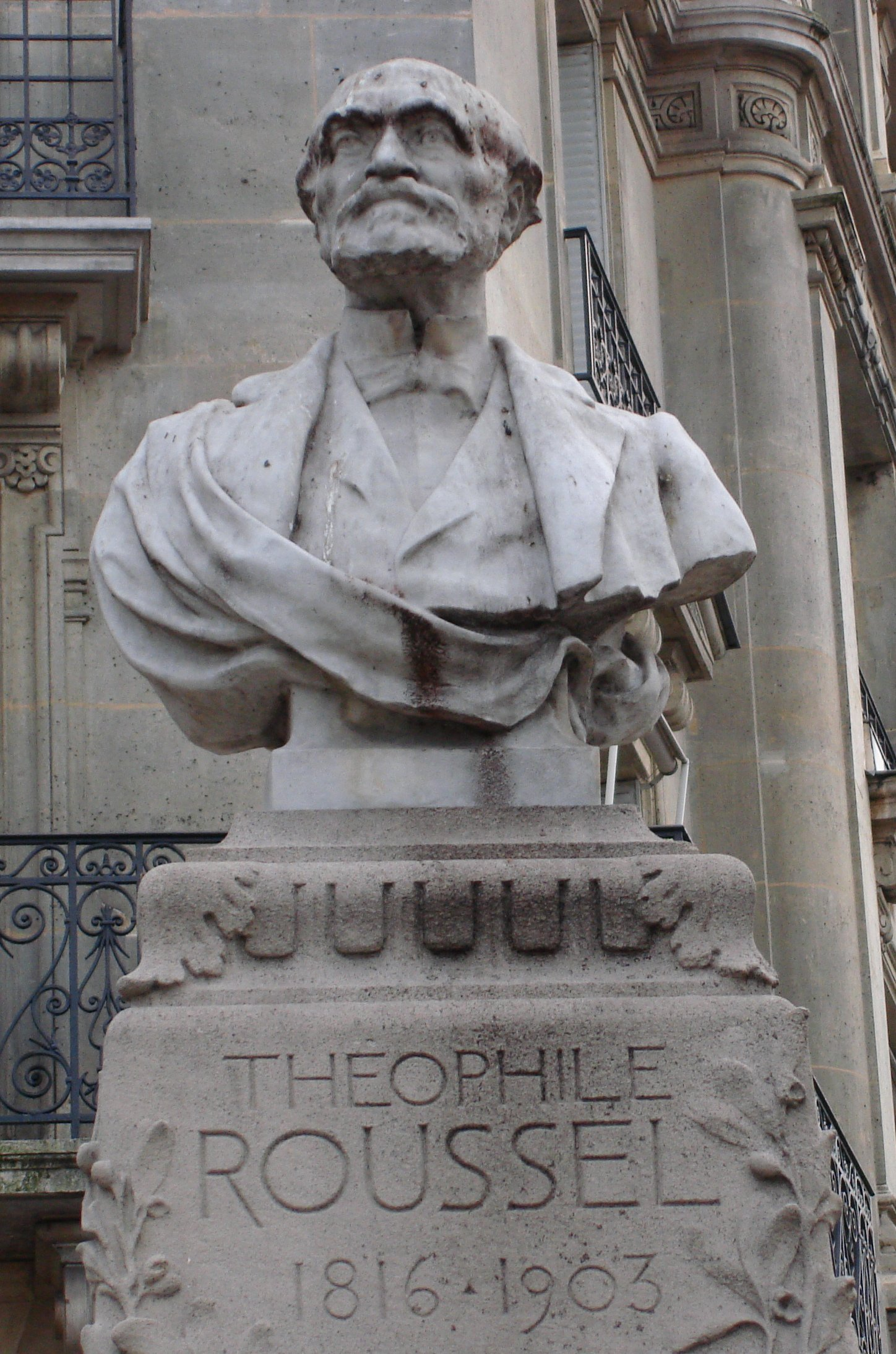
Théophile Roussel.

Jean-Baptiste Victor Théophile Roussel, född den 27 juli 1816 i Saint-Chély-d'Apcher, död den 27 september 1903, var en fransk läkare och filantrop.
Roussel var medlem av Franska institutet och Académie de médecine, deputerad i lagstiftande församlingen (1849), i nationalförsamlingen (1871), senator (1888), dessutom ordförande och medlem i flera filantropiska kommittéer och styrelser. Ägnande sitt intresse och sin vetenskap åt att lösa sociala frågor, som barnavård, fattigvård, alkoholmissbruk och folkhygien, spåras hans skarpsinniga och humana inflytande i dåtida sociala lagstiftningar. 
Hans största verk är Frankrikes barnavårdslagar av 1874 och 1889, vilka tillskrivs hans levande intresse att upphjälpa sitt lands sjunkande befolkningssiffra samt att förhindra den tillväxande brottsligheten bland minderåriga, varigenom han fysiskt och moraliskt räddat tusentals barn åt sitt hemland. Han väckte även förslag i senaten om, att läkares enväldiga rättighet att inspärra sinnessjuka skulle överlåtas åt domstol för att bättre tillgodose den individuella friheten.